# Starachowice
Starachowice (in den Jahren 1939 bis 1949 Starachowice-Wierzbnik) ist eine Mittelstadt in Polen in der Woiwodschaft Heiligkreuz, ca. 40 km südlich von Radom. Sie ist Sitz des Powiat Starachowicki.

## Geschichte
Die Stadt wurde erst 1939 durch Fusion des Industriefleckens Starachowice und der Stadt Wierzbnik gegründet, wobei letztere die Stadtrechte bereits im 17. Jahrhundert erhalten hatte. Bis Ende der 1980er Jahre war Starachowice eine bedeutende Industriestadt, in der die Lkw-Werke Star mit knapp 17.000 Arbeitern, Gießereien, eine Bauelementefabrik und Betriebe der Holzverarbeitungsindustrie bestanden. Heute hat die Stadt mit der hohen Arbeitslosigkeit infolge des zunehmenden Wegfalls der Schwerindustrie zu kämpfen.

## Verkehr
Der wichtigste Bahnhof der Stadt, Starachowice Wschodnie, liegt an der Bahnstrecke Łódź–Dębica, wird von einem Fernzugpaar pro Woche bedient und ist Beginn der Schmalspurbahn Starachowice–Iłża. An der Bahnstrecke Łódź–Dębica liegen weiterhin die Haltepunkt Starachowice und Starachowice Michałów.
Der ÖPNV ist seit April 2022 für Einwohner kostenlos.

## Sehenswürdigkeiten

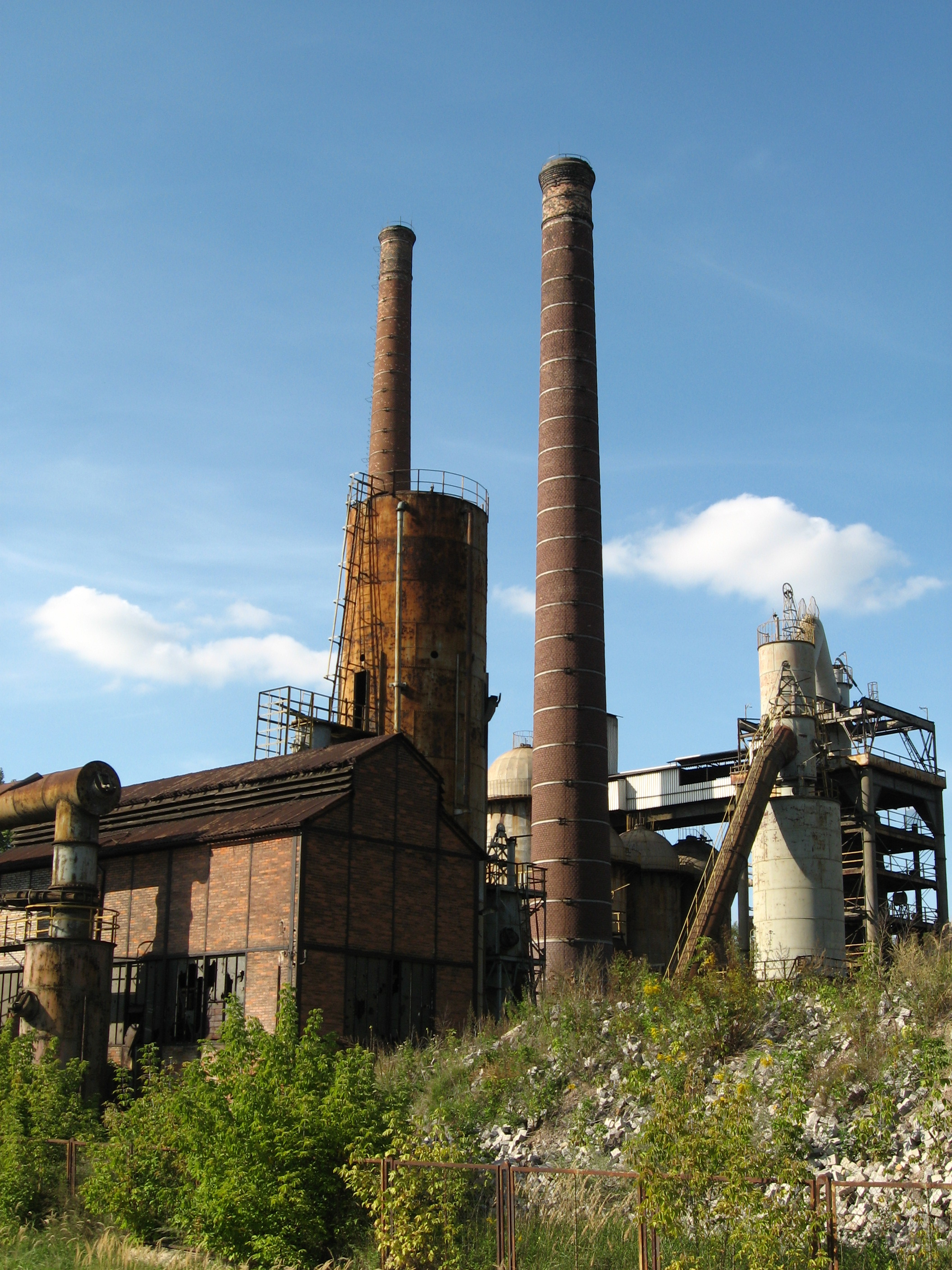
Alte Hütte in Starachowice

- Die Dreifaltigkeitskirche aus dem 17. Jahrhundert wurde gegen Ende des 19. Jahrhunderts stark umgebaut.
- Alte Hütte mit Nebengebäuden aus der zweiten Hälfte des 19. Jahrhunderts. Jetzt ist hier das Naturkunde und Technikmuseum 'Jan Pazdur' beheimatet. Neben der Hütte und dem Hochofen sind eine paläontologische Ausstellung und eine Halle mit Fahrzeugen der Firma 'Star' zu besichtigen.
- Ruine der alten Metallfabrik in der Vorstadt Michałów aus der ersten Hälfte des 19. Jahrhunderts.
- Rund um Starachowice befinden sich ausgedehnte Wälder (teilweise Landschaftsschutzgebiete) mit markierten Wanderwegen sowie einigen Seen.
- Mitten durch die Stadt zieht sich ein Felsabbruch von 400 Metern Länge und einer Höhe von bis zu zehn Metern.

## Wirtschaft
Seit 2012 befindet sich in Starachowice ein Kompetenzzentrum für die Busfertigung der MAN Truck & Bus Gruppe. Am Standort werden Busse für den Stadtverkehr gefertigt.

## Persönlichkeiten
- Krystyna Janda (* 1952), Schauspielerin
- Bogusz Bilewski, Schauspieler
- Janusz Kuczynski, Historiker, Professor an der Universität Warschau
- Tadeusz Sokol, Dichter und Redakteur
- Katarzyna Bargielowska, Schauspielerin
- Slawomir Fundowicz, Wissenschaftler, Kanzler im Bischöflichen Ordinariat Radom
- Janusz Radek (* 1968), Vertreter der gesungenen Poesie
- Mateusz Borkowski (* 1997), Leichtathlet
- Radosław Majecki (* 1999), Fußballtorhüter

## Partnerstädte
- Vechta, Deutschland